# Republic County
Republic County je okres ve státě Kansas v USA. K roku 2010 zde žilo 4 980 obyvatel. Správním městem okresu je Belleville. Celková rozloha okresu činí 1 866 km².